# Легка музика
Легка́ му́зика або оркестровий поп (англ. Easy listening) — термін у поп-музиці, що охоплює різні стилі, загальним для яких є прості, легкі й запам'ятовуванні мелодії, виконувані, як правило, під акомпанемент естрадного оркестру: невипадково безліч композицій «легкої музики» — інструментальні обробки відомих хітів. Термін власне використовується при маркетуванні подібної музики (наприклад, через формат радіо, відділи музичних магазинів).
До легкої музики можна віднести естрадну пісню, деякі інструментальні форми (увертюри, фантазії, попурі тощо).
«Золотою ерою» легкої музики можна вважати 1950–70-і роки, коли процвітала індустрія оркестрової музики та традиційної естради. На відміну від попереднього музичного покоління, нові оркестри 1950-х років робили наголос не на джазі, а на класичних принципах аранжування.
Великі радіостанції багатьох країн мали власні оркестри, які виконували інструментальні обробки популярних шлягерів, що є легкою музикою.
З легкою музикою пов'язують термін «лаунж», для якого характерні джазовий вплив, імпровізації та камерність.